# ABA Liga 2016-17
La ABA Liga 2016-17 fue la decimosexta edición de la ABA Liga, competición que reunió a 14 equipos de Serbia, Croacia, Eslovenia, Montenegro, Bosnia Herzegovina y la República de Macedonia. El campeón fue por tercera vez el KK Crvena zvezda, tras derrotar por 3-0 al KK Cedevita croata. El KK Krka descendió a la ABA Liga 2.

## Equipos participantes
Entre paréntesis, la pisición que ocuparon en sus respectivas ligas domésticas. LR indica campeón de la Liga Regular.
| Temporada regular      | Temporada regular | Temporada regular        | Temporada regular   |
| ---------------------- | ----------------- | ------------------------ | ------------------- |
| Budućnost VOLI (1º)    | Mega Leks (3º)    | Zadar (3º)               | Krka (LR)           |
| Mornar (2º)            | FMP (4º)          | Igokea (1º)              | Union Olimpija (4º) |
| Crvena zvezda mts (1º) | Cedevita (1º)     | MZT Skopje Aerodrom (1º) |                     |
| Partizan NIS (2º)      | Cibona (2º)       | Karpoš Sokoli (3º)       |                     |

## Pabellones y localización
| Equipo              | Ciudad            | Pabellón                        | Capacidad |
| ------------------- | ----------------- | ------------------------------- | --------- |
| Budućnost VOLI      | Podgorica         | Morača Sports Center            | 4,300     |
| Cedevita            | Zagreb            | Dom Sportova                    | 3,100     |
| Cibona              | Zagreb            | Dražen Petrović Basketball Hall | 5,400     |
| Crvena zvezda mts   | Belgrade          | Hall Aleksandar Nikolić         | 5,878     |
| FMP                 | Železnik          | Železnik Hall                   | 3,000     |
| Igokea              | Aleksandrovac     | Laktaši Sports Hall             | 3,050     |
| Karpoš Sokoli       | Skopje            | Boris Trajkovski Sports Center  | 8,000     |
| Krka                | Novo Mesto        | Leon Štukelj Hall               | 2,000     |
| Mega Leks           | Sremska Mitrovica | Sports Hall Pinki               | 2,500     |
| Mornar              | Bar               | Topolica Sport Hall             | 2,625     |
| MZT Skopje Aerodrom | Skopje            | Jane Sandanski Arena            | 7,500     |
| Partizan NIS        | Belgrade          | Hall Aleksandar Nikolić         | 6,500     |
| Union Olimpija      | Ljubljana         | Arena Stožice                   | 12,480    |
| Zadar               | Zadar             | Krešimir Ćosić Hall             | 9,000     |

## Temporada regular

### Clasificación
| Pos. | Equipo              | PJ | G  | P  | GF   | GC   | DG   | Pts | Clasificación         |
| ---- | ------------------- | -- | -- | -- | ---- | ---- | ---- | --- | --------------------- |
| 1    | Crvena zvezda mts   | 26 | 25 | 1  | 2226 | 1762 | +464 | 51  | Acceden a playoffs    |
| 2    | Cedevita            | 26 | 20 | 6  | 2323 | 2108 | +215 | 46  | Acceden a playoffs    |
| 3    | Partizan NIS        | 26 | 19 | 7  | 2081 | 1948 | +133 | 45  | Acceden a playoffs    |
| 4    | Budućnost VOLI      | 26 | 18 | 8  | 2136 | 1968 | +168 | 44  | Acceden a playoffs    |
| 5    | Igokea              | 26 | 13 | 13 | 1950 | 2017 | −67  | 39  |                       |
| 6    | Mega Leks           | 26 | 11 | 15 | 2138 | 2145 | −7   | 37  |                       |
| 7    | Cibona              | 26 | 11 | 15 | 2100 | 2121 | −21  | 37  |                       |
| 8    | Mornar              | 26 | 10 | 16 | 2002 | 2011 | −9   | 36  |                       |
| 9    | FMP                 | 26 | 10 | 16 | 2047 | 2118 | −71  | 36  |                       |
| 10   | Karpoš Sokoli       | 26 | 10 | 16 | 1951 | 2096 | −145 | 36  |                       |
| 11   | Union Olimpija      | 26 | 10 | 16 | 2066 | 2143 | −77  | 36  |                       |
| 12   | Zadar               | 26 | 9  | 17 | 2044 | 2257 | −213 | 35  |                       |
| 13   | MZT Skopje Aerodrom | 26 | 8  | 18 | 1994 | 2136 | −142 | 34  |                       |
| 14   | Krka                | 26 | 8  | 18 | 1889 | 2117 | −228 | 34  | Descenso a ABA Liga 2 |

 Fuente: ABA League

### Resultados
| Casa╲ Fuera         | BUD   | CED    | CIB    | CZV    | FMP    | IGO    | KAR    | KRK   | MEG    | MOR   | MZT    | PAR   | UOL    | ZAD     |
| Budućnost VOLI      |       | 84–86  | 95–79  | 54–77  | 93–84  | 75–60  | 95–61  | 91–62 | 88–80  | 85–68 | 92–61  | 74–68 | 84–74  | 105–89  |
| Cedevita            | 70–80 |        | 100–80 | 91–95  | 104–92 | 89–78  | 81–77  | 82–83 | 89–85  | 99–73 | 82–61  | 79–67 | 102–87 | 120–62  |
| Cibona              | 87–94 | 85–89  |        | 70–91  | 87–68  | 84–61  | 102–79 | 88–65 | 88–100 | 91–89 | 87–79  | 77–82 | 68–79  | 82–73   |
| Crvena zvezda mts   | 82–66 | 88–64  | 69–56  |        | 93–62  | 68–66  | 91–70  | 79–62 | 96–76  | 82–71 | 91–69  | 83–72 | 88–67  | 113–65  |
| FMP                 | 69–77 | 89–96  | 84–75  | 76–84  |        | 76–81  | 67–62  | 78–60 | 98–84  | 92–85 | 101–82 | 56–65 | 89–79  | 94–77   |
| Igokea              | 92–93 | 69–84  | 61–71  | 68–77  | 74–84  |        | 79–71  | 85–72 | 64–67  | 74–69 | 79–72  | 70–64 | 73–72  | 78–77   |
| Karpoš Sokoli       | 77–71 | 89–81  | 76–70  | 61–98  | 88–81  | 79–84  |        | 83–56 | 75–72  | 75–63 | 77–74  | 77–84 | 83–87  | 85–79   |
| Krka                | 67–75 | 90–86  | 95–91  | 56–67  | 61–70  | 72–88  | 81–64  |       | 73–82  | 63–72 | 97–87  | 70–82 | 63–68  | 80–79   |
| Mega Leks           | 81–85 | 82–85  | 71–82  | 69–81  | 76–72  | 101–84 | 82–69  | 95–96 |        | 93–87 | 87–72  | 80–87 | 86–85  | 92–75   |
| Mornar              | 78–71 | 74–79  | 92–57  | 59–71  | 82–66  | 83–76  | 83–59  | 86–73 | 81–89  |       | 65–64  | 57–58 | 93–70  | 104–110 |
| MZT Skopje Aerodrom | 96–90 | 79–100 | 85–89  | 73–93  | 89–68  | 67–71  | 74–71  | 89–65 | 75–74  | 63–69 |        | 62–93 | 97–96  | 92–65   |
| Partizan NIS        | 61–64 | 87–97  | 87–81  | 86–81  | 97–70  | 87–64  | 76–72  | 94–80 | 86–79  | 90–85 | 91–76  |       | 86–85  | 87–86   |
| Union Olimpija      | 81–79 | 92–94  | 72–89  | 67–85  | 89–85  | 80–81  | 92–97  | 79–64 | 82–69  | 81–72 | 72–91  | 74–68 |        | 78–76   |
| Zadar               | 78–76 | 80–94  | 85–84  | 66–103 | 78–76  | 83–90  | 93–74  | 77–83 | 90–86  | 80–62 | 71–65  | 69–76 | 81–78  |         |

Fuente: 

## Playoffs
|  | Semifinales 18 de marzo – 4 de abril | Semifinales 18 de marzo – 4 de abril |                   |   | Final 10-13 de abril | Final 10-13 de abril |
|  |                                      |                                      |                   |   |                      |                      |
|  |                                      |                                      |                   |   |                      |                      |
|  |                                      |                                      |                   |   |                      |                      |
|  | Crvena zvezda mts                    | 2                                    |                   |   |                      |                      |
|  | Crvena zvezda mts                    | 2                                    |                   |   |                      |                      |
|  | Budućnost VOLI                       | 1                                    |                   |   |                      |                      |
|  | Budućnost VOLI                       | 1                                    | Crvena zvezda mts | 3 |                      |                      |
|  |                                      |                                      | Crvena zvezda mts | 3 |                      |                      |
|  |                                      | Cedevita                             | 0                 |   |                      |                      |
|  | Cedevita                             | Cedevita                             | 0                 | 2 |                      |                      |
|  | Cedevita                             |                                      |                   | 2 |                      |                      |
|  | Partizan NIS                         | 1                                    |                   |   |                      |                      |
|  | Partizan NIS                         | 1                                    |                   |   |                      |                      |

## Semifinales

### Partido 1
| 18 de marzo de 2017 | Cedevita                                    | 83–76                                 | Partizan NIS                                   | |  |  |
| 19:00 (CET)         | Parciales: 25–17, 29–18, 16–24, 13–17       | Parciales: 25–17, 29–18, 16–24, 13–17 | Parciales: 25–17, 29–18, 16–24, 13–17          | |  |  |
|                     | Estadísticas Shurna 15 Begić 10 Boatright 4 | Report Pts Reb Asts                   | Estadísticas Hatcher 18 Veličković 8 Hatcher 7 | Pabellón: Zagreb Asistencia: 3,000 espectadores Árbitros: Matej Boltauzer Miloš Koljenšić Igor Mitrovski |  |  |
| 1–0                 |                                             |                                       |                                                | |  |  |
|                     |                                             |                                       |                                                | |  |  |

| 19 de marzo de 2017 | Crvena zvezda mts                                       | 82–67                                 | Budućnost VOLI                             | |  |  |
| 19:00 (CET)         | Parciales: 21–17, 22–14, 19–18, 20–18                   | Parciales: 21–17, 22–14, 19–18, 20–18 | Parciales: 21–17, 22–14, 19–18, 20–18      | |  |  |
|                     | Estadísticas Simonović, Gudurić 18 Dangubić 5 Jenkins 6 | Report Pts Reb Asts                   | Estadísticas Klassen 12 Savović 7 Gordić 7 | Pabellón: Belgrade Asistencia: 5,978 espectadores Árbitros: Sreten Radović Siniša Herceg Marko Juras |  |  |
| 1–0                 |                                                         |                                       |                                            | |  |  |
|                     |                                                         |                                       |                                            | |  |  |

### Partido 2
| 25 de marzo de 2017 | Partizan NIS                                          | 74–73                                 | Cedevita                                   | |  |  |
| 20:00 (CET)         | Parciales: 20–13, 19–21, 17–17, 18–22                 | Parciales: 20–13, 19–21, 17–17, 18–22 | Parciales: 20–13, 19–21, 17–17, 18–22      | |  |  |
|                     | Estadísticas Hatcher 23 Birčević 11 Hatcher, Gordon 4 | Report Pts Reb Asts                   | Estadísticas Boatright 25 Bilan 10 Babić 5 | Pabellón: Belgrade Asistencia: 7,500 espectadores Árbitros: Milivoje Jovčić Sašo Petek Mario Majkić |  |  |
| 1–1                 |                                                       |                                       |                                            | |  |  |
|                     |                                                       |                                       |                                            | |  |  |

| 28 de marzo de 2017 | Budućnost VOLI                                     | 63–57                                | Crvena zvezda mts                                   | |  |  |
| 20:00 (CEST)        | Parciales: 13–13, 20–10, 9–14, 21–20               | Parciales: 13–13, 20–10, 9–14, 21–20 | Parciales: 13–13, 20–10, 9–14, 21–20                | |  |  |
|                     | Estadísticas Savović 15 Savović 11 three players 2 | Report Pts Reb Asts                  | Estadísticas Gudurić 17 Dangubić, Lazić 5 Gudurić 2 | Pabellón: Podgorica Asistencia: 4,500 espectadores Árbitros: Saša Pukl Tomislav Hordov Uroš Obrknežević |  |  |
| 1–1                 |                                                    |                                      |                                                     | |  |  |
|                     |                                                    |                                      |                                                     | |  |  |

### Partido 3
| 2 de abril de 2017 | Cedevita                                    | 87–78                                 | Partizan NIS                                  | |  |  |
| 19:00 (CEST)       | Parciales: 20–14, 27–22, 22–27, 18–15       | Parciales: 20–14, 27–22, 22–27, 18–15 | Parciales: 20–14, 27–22, 22–27, 18–15         | |  |  |
|                    | Estadísticas Musa, Bilan 16 Bilan 7 Katić 7 | Report Pts Reb Asts                   | Estadísticas Hatcher 16 Birčević 11 Hatcher 7 | Pabellón: Zagreb Asistencia: 3,000 espectadores Árbitros: Saša Pukl Miloš Koljenšić Igor Dragojević |  |  |
| 2–1                |                                             |                                       |                                               | |  |  |
|                    |                                             |                                       |                                               | |  |  |

| 4 de abril de 2017 | Crvena zvezda mts                             | 82–59                                | Budućnost VOLI                                    | |  |  |
| 19:00 (CEST)       | Parciales: 21–15, 14–14, 32–22, 15–8          | Parciales: 21–15, 14–14, 32–22, 15–8 | Parciales: 21–15, 14–14, 32–22, 15–8              | |  |  |
|                    | Estadísticas Jenkins 17 Mitrović 12 Jenkins 6 | Report Pts Reb Asts                  | Estadísticas Reynolds, Savović 16 Ilić 6 Gordić 4 | Pabellón: Belgrade Asistencia: 3,209 espectadores Árbitros: Matej Boltauzer Sašo Petek Josip Radojković |  |  |
| 2–1                |                                               |                                      |                                                   | |  |  |
|                    |                                               |                                      |                                                   | |  |  |

## Finales

### Partido 1
| 10 de abril de 2017 | Crvena zvezda mts                                   | 81–66                                 | Cedevita                              | |  |  |
| 19:00 (CEST)        | Parciales: 16–27, 29–17, 21–10, 15–12               | Parciales: 16–27, 29–17, 21–10, 15–12 | Parciales: 16–27, 29–17, 21–10, 15–12 | |  |  |
|                     | Estadísticas Jenkins 20 Wolters, Kuzmić 5 Wolters 6 | Report Pts Reb Asts                   | Estadísticas Tomas 14 Bilan 6 Babić 6 | Pabellón: Belgrade Asistencia: 5,989 espectadores Árbitros: Ilija Belošević Tomislav Hordov Mario Majkić |  |  |
| 1–0                 |                                                     |                                       |                                       | |  |  |
|                     |                                                     |                                       |                                       | |  |  |

### Partido 2
| 11 de abril de 2017 | Crvena zvezda mts                         | 84–73                                 | Cedevita                                          | |  |  |
| 18:30 (CEST)        | Parciales: 29–18, 28–16, 15–16, 12–23     | Parciales: 29–18, 28–16, 15–16, 12–23 | Parciales: 29–18, 28–16, 15–16, 12–23             | |  |  |
|                     | Estadísticas Jenkins 16 Lazić 8 Wolters 5 | Report Pts Reb Asts                   | Estadísticas Bilan 12 Žganec 7 cuatro jugadores 2 | Pabellón: Belgrade Asistencia: 5,896 espectadores Árbitros: Saša Pukl Miloš Koljenšić Igor Mitrovski |  |  |
| 2–0                 |                                           |                                       |                                                   | |  |  |
|                     |                                           |                                       |                                                   | |  |  |

### Partido 3
| 13 de abril de 2017 | Cedevita                                 | 61–77                                | Crvena zvezda mts                             | |  |  |
| 19:00 (CEST)        | Parciales: 18–22, 21–24, 9–19, 13–12     | Parciales: 18–22, 21–24, 9–19, 13–12 | Parciales: 18–22, 21–24, 9–19, 13–12          | |  |  |
|                     | Estadísticas Katić 12 Shurna 6 Krušlin 3 | Report Pts Reb Asts                  | Estadísticas Thompson 14 Mitrović 6 Jenkins 8 | Pabellón: Zagreb Asistencia: 3,000 espectadores Árbitros: Sreten Radović Milivoje Jovčić Igor Dragojević |  |  |
| 0–3                 |                                          |                                      |                                               | |  |  |
|                     |                                          |                                      |                                               | |  |  |

| Campeón de la ABA Liga 2016–17 |
| ------------------------------ |
| Crvena zvezda mts 3er título   |

## Líderes estadísticos
Al término de la temporada regular.
| Pos | Jugador         | Equipo         | VAL   |
| --- | --------------- | -------------- | ----- |
| 1   | Nikola Janković | Union Olimpija | 19.24 |
| 2   | Ryan Boatright  | Cedevita       | 18.33 |
| 3   | Ivan Marinković | Zadar          | 17.52 |
| 4   | Marko Luković   | Krka           | 17.33 |
| 5   | Luka Babić      | Cedevita       | 17.06 |

| Pos | Jugador         | Equipo         | PPP   |
| --- | --------------- | -------------- | ----- |
| 1   | Ivan Marinković | Zadar          | 17.72 |
| 2   | Ryan Boatright  | Cedevita       | 17.47 |
| 3   | Marko Luković   | Krka           | 16.81 |
| 4   | Nikola Janković | Union Olimpija | 16.56 |
| 5   | Dragan Labović  | Karpoš Sokoli  | 15.62 |

| Pos | Jugador         | Equipo         | RPP  |
| --- | --------------- | -------------- | ---- |
| 1   | Alpha Kaba      | Mega Leks      | 7.52 |
| 2   | Marko Luković   | Krka           | 7.43 |
| 3   | Jonah Bolden    | FMP            | 7.24 |
| 4   | Nikola Janković | Union Olimpija | 7.24 |
| 5   | Devin Oliver    | Union Olimpija | 7.16 |

| Pos | Jugador          | Equipo            | APP  |
| --- | ---------------- | ----------------- | ---- |
| 1   | Scottie Reynolds | Cibona            | 6.94 |
| 2   | Filip Čović      | FMP               | 6.39 |
| 3   | Marcus Williams  | Budućnost VOLI    | 6.27 |
| 4   | Stefan Jović     | Crvena zvezda mts | 6.14 |
| 5   | Matic Rebec      | Krka              | 5.88 |

Fuente:

## Galardones

### MVP
| Pos. | Jugador         | Equipo         | Ref.  |
| ---- | --------------- | -------------- | ----- |
| AP   | Nikola Janković | Union Olimpija | [ 4 ] |

### MVP de las Finales
| Pos. | Jugador         | Equipo            | Ref.  |
| ---- | --------------- | ----------------- | ----- |
| E    | Charles Jenkins | Crvena zvezda mts | [ 5 ] |

### Top Prospect
| Pos. | Jugador      | Equipo | Ref.  |
| ---- | ------------ | ------ | ----- |
| AP   | Jonah Bolden | FMP    | [ 6 ] |

### Quinteto ideal
| Pos. | Jugador           | Equipo            |
| ---- | ----------------- | ----------------- |
| B    | Stefan Jović      | Crvena zvezda mts |
| E    | Charles Jenkins   | Crvena zvezda mts |
| A    | Marko Simonović   | Crvena zvezda mts |
| AP   | Novica Veličković | Partizan NIS      |
| P    | Miro Bilan        | Cedevita          |

Fuente: